# Ti-Mo
Ti-Mo (* 15. September 1985; bürgerlich Timo Erlenbruch) ist ein deutscher Musikproduzent und DJ aus Bochum.

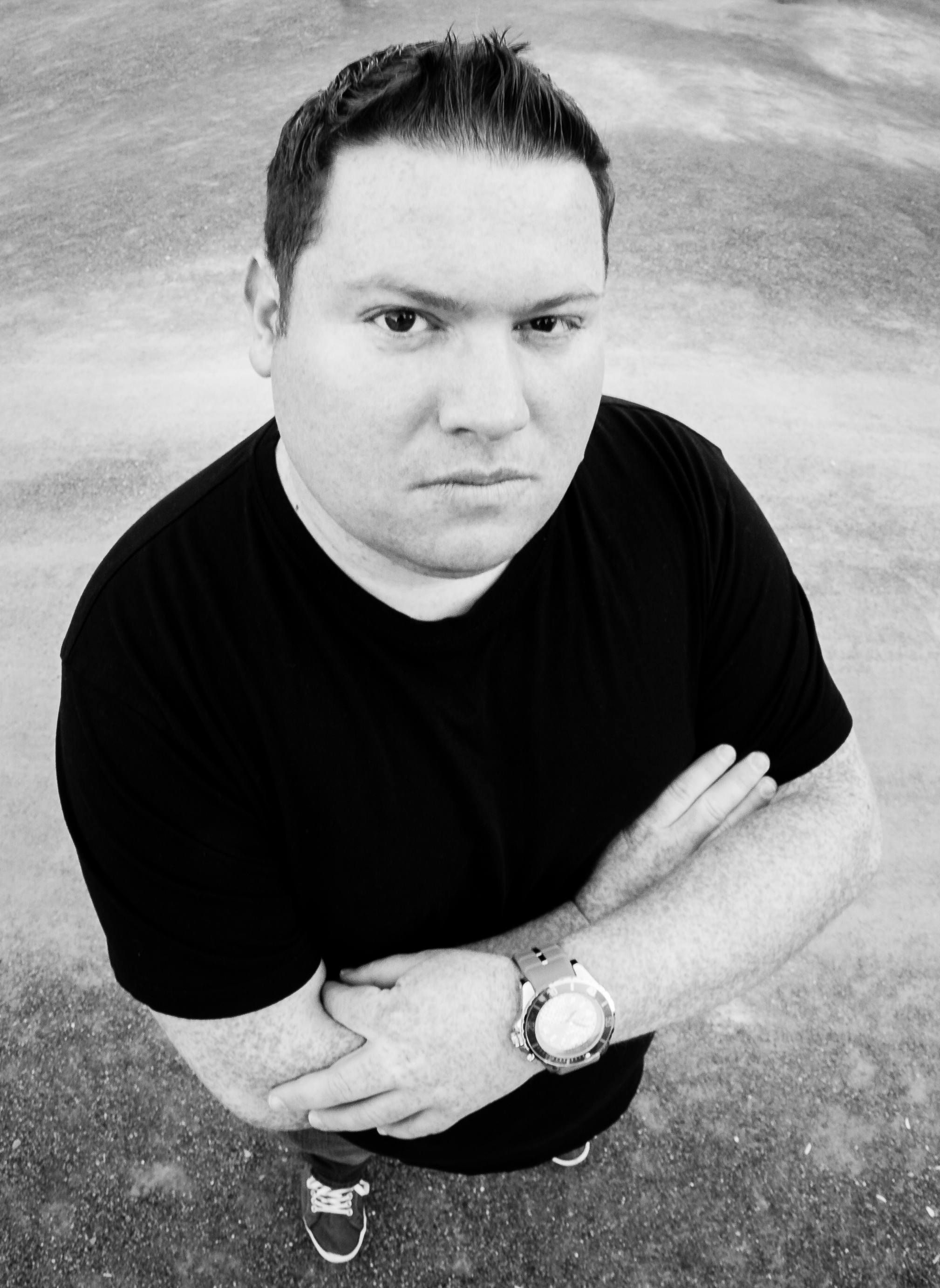
Timo Erlenbruch

## Leben

### Privatleben
Erlenbruch wurde in Bochum-Linden geboren und wuchs im Stadtteil Wiemelhausen auf.
Geprägt durch die Musikalität seines Großvaters, besuchte er im Alter von 6 Jahren die Musikschule Bochum, wo er das Schlagzeug spielen erlernte. Später übernahm er die musikalische Gestaltung bei Familien- und Klassenfeiern und sammelte so erste Erfahrungen als DJ.
Im Alter von 14 Jahren bekam er die Chance, im ehemaligen Bochumer Eistreff aufzulegen. Ein Freund machte ihn dort auf den Plattenladen Digital Artworx in Witten aufmerksam, wo er später ein Praktikum absolvierte.
Er lernte dort seinen heutigen Produktions- und Studiopartner Stefan Rio kennen, der ihm mit 19 Jahren die Chance gab, in der Großraum Diskothek 360 Grad (ehemals Playa Bochum) aufzulegen. Bis heute ist Erlenbruch regelmäßig als Resident-DJ in Clubs und Diskotheken unterwegs.

### Musikalische Karriere
Neben dem Auflegen beschäftigt sich Erlenbruch auch mit dem Produzieren von Musik.
2007 veröffentlichte er auf dem Label Suprime Records seine erste Produktion mit dem Titel Put Your Hands Up.
2008 gelang ihm mit dem Projekt „De-Grees“ und einer Dance Coverversion des Welthilts Apologize, der Einstieg in die deutschen Single-Charts auf Platz 69.
In den darauf folgenden Jahren veröffentlichte Erlenbruch Produktionen und Remixe in verschiedenen Genres (u. a. für Scooter, Cascada, Alexandra Stan, Akon)
2015 produzierte er zusammen mit Rico Bernasconi, Sean Paul und Toni Tuklan deren Hit Ebony Eyes, der bis auf Platz 9 der deutschen Single-Charts kletterte.
2017 erschien unter seinem Projekt Ti-Mo die Single Stay, welche 2019 vom norwegischen Hardstyle Duo Da Tweekaz geremixt und bisher über 1 Million Mal gestreamt wurde.
Seit 2018 ist er als Produzent des Projekts Drenchill tätig. Für die Coverversion von Galas Freed from Desire erhielt er in Polen eine Gold und Doppelplatin Auszeichnung und stand dort für 6 Wochen an der Spitze der Charts.
Am 11. Februar 2020 veröffentlichte er unter dem Alias „Surilla“ in Zusammenarbeit mit der amerikanischen Sängerin Samantha Cole eine Neuauflage des Roxette Klassikers Listen To Your Heart. Die Single erschien auf dem von Darren Styles und Da Tweekaz geführten Label „Electric Fox.“

## DJ-Projekte
- De-Grees
- Jasper
- Jens O. vs. Ti-Mo
- Ti-Mo vs. Stefan Rio
- Walker & Daniels
- Surilla

## Diskografie

### Singles und EPs
- Ti-Mo – Put Your Hands Up (2007)
- Ti-Mo – The Dancecore Brother (2009)
- Jens O. vs. Ti-Mo – Every Little Move / I Want You (2009)
- Jasper – Big Deal (2009)
- Jens O. vs. Ti-Mo – The Power Of Love / We All Like D**k (2010)
- Jasper – Superstar (2010)
- Walker & Daniels – Chicano (2010)
- Ti-Mo – The Rhythm (2011)
- Ti-Mo – To The Back (2011)
- Jens O. vs. Ti-Mo - Moonlight / This Is Hardstyle (2011)
- Jasper - Heartbreaker (2011)
- Jens O. vs. Ti-Mo - Hold It Against Me / Give & Take (2011)
- Megastylez vs. Ti-Mo - Rescue Me (2012)
- Ti-Mo - The Party Don't Stop / Crockett's Theme (2013)
- Ti-Mo - Light Of Love (2013)
- Ti-Mo - Howling At The Moon (2013)
- Ti-Mo - Stay (2017)

## Remixe

### Ti-Mo
- Pimp! Code – You Know (Ti-Mo Remix)
- De-Grees vs. The Real Booty Babes – Apologize (Ti-Mo Remix)
- Kato feat. Ian Dawn – Are You Gonna Go My Way (Ti-Mo Remix)
- Bulldozzer – Can You Feel The Vibe (Ti-Mo Remix)
- Cascada – What Do You Want From Me? (Ti-Mo vs. Stefan Rio Remix)
- O’Hara feat. Scarlet – As Long As You Want Me (Ti-Mo vs. Stefan Rio Remix)
- De-Grees feat. Ivory – Battlefield (Ti-Mo Remix)
- De-Grees – Bleeding Love (Jens O. vs. Ti-Mo Remix)
- Hubschek & Dubschek – F**k With The DJ (Ti-Mo Remix)
- Martial Hard – I Try (Ti-Mo Remix)
- Citrus Hill – Lemon Tree (Ti-Mo Remix)
- DJ Sequenza – Lost In Dreams (Ti-Mo Remix)
- Megastylez – Mighty Disco King (Ti-Mo Remix)
- Rocco & Bass-T – Our Generation (Jens O. vs. Ti-Mo Remix)
- Hansebanger – Party (Ti-Mo Remix) & (Ti-Mo Dub Mix)
- De-Grees – Just Dance (Ti-Mo vs. Stefan Rio Remix)
- De-Grees – Circle In The Sand (Ti-Mo vs. Stefan Rio Remix)
- PH Electro – San Francisco (Ti-Mo Remix)
- Marco Van Bassken – Save My Life (Ti-Mo Remix)
- Dennis Christopher – Set It Off (Ti-Mo Remix)
- Andrew Spencer – Stop Loving You (Ti-Mo Remix)
- Marco Van Bassken – If You Leave (Ti-Mo Remix)
- 89ers – It’s Okay & Alright (Ti-Mo Remix)
- DJ Baseline – The Tracks Of Angels (Ti-Mo Remix)
- E-Strella meets Scarlet – Thinking Of You (Ti-Mo Remix)
- Ekowraith – Waiting For Tonight (Ti-Mo Remix)
- Giorno – Pretending Happiness (Ti-Mo Remix)
- The Real Booty Babes – Like A Lady (Jens O. vs. Ti-Mo Remix)
- Stefan Rio – Right Now (Ti-Mo Remix)
- PH Electro – Englishman In New York (Ti-Mo Remix)
- Ray Knox – Corcovado (Ti-Mo Remix)
- Davis Redfield – Out Of Town (Ti-Mo Remix)
- Jaybee – Say You Will (Ti-Mo Remix)
- 89ers – Go Go Go Go (Ti-Mo Remix)
- Lolita – La Premiere Fois (Ti-Mo Remix)
- Die Toten Hosen – Wünsch Dir was (DJ Fantacosca & Ti-Mo Bootleg)
- Aquagen – Ihr Seid So Leise 2012 (Ti-Mo Remix)
- Andrew Spencer feat. Pit Bailay – I’m Always Here (Ti-Mo Remix)
- Starsplash – Computerliebe 2k11 (Ti-Mo Remix)
- Sunn – Shoulda (Jens O. & Ti-Mo Remix)
- De-Grees – 2 Of Us (Ti-Mo Remix)
- Jaycee Madoxx – Never Say Never (Ti-Mo Remix)
- PH Electro – Stereo Mexico (Ti-Mo Remix)
- Dancefloor Kingz – Me and You (Ti-Mo Remix)
- Pulsedriver – Lookout Weekend 2012 (Ti-Mo Remix)
- Basslovers United – Drunken (Ti-Mo Remix)
- Bryce ft. J-Malik – Body Rock (Ti-Mo Remix)
- Chriss-Tina – Radio (Ti-Mo Remix)
- Edward Maya – Stereo Love (Ti-Mo Bootleg)
- Modana & Carlprit – Hot Spot (Ti-Mo Remix)
- Rocco – Everybody 9.0 (Ti-Mo Remix)
- Wheatus – Teenage Dirtbag (Ti-Mo Bootleg Mix)
- Cueboy & Tribune – Breathless (Ti-Mo Remix)
- De-Grees – Dizzy (Ti-Mo Remix)
- Kindervater – Spotlight (Ti-Mo Remix)
- Serenity & Spyer Feat. Tevin – Club Rockin Beats (Ti-Mo Remix)
- Toby Stuff & Dany C. – Only One (Ti-Mo Remix)
- Addicted Craze Feat. The Circus – Path To Paradise (Ti-Mo Remix)
- Ray Knox – All Night Long (Ti-Mo Remix)
- Ray Knox – Dancing For My Life (Ti-Mo Remix)
- Stefan Rio – Out Of Touch (Ti-Mo Remix)
- Dual Playaz – Alone Again (Ti-Mo Remix)
- Stefan Rio – Falling Stars (Ti-Mo Remix)

### Walker & Daniels
- De-Grees feat. Ivory – Battlefield (Walker & Daniels Remix)
- DJs From Mars – Don't Give Up (Walker & Daniels Remix)
- Jake & Cooper – Play It Cool (Walker & Daniels Remix)
- The Real Booty Babes – Poker Face (Walker & Daniels Remix)
- Rico Bernasconi feat. Oraine – Undercover (Walker & Daniels Remix)
- Kindervater Featuring Mandy Ventrice – Lovephobia (Walker & Daniels Remix)
- Sunloverz – Fire (Walker & Daniels Remix)

### Jasper
- Italobrothers – Love Is On Fire (Jasper Remix)
- Italobrothers - Radio Hardcore (Jasper Remix)